# Audra Planitia
Audra Planitia is een laagvlakte op de planeet Venus. Audra Planitia werd in 1991 genoemd naar Audra, meesteres van de zee in de Litouwse mythologie.
De laagvlakte heeft een diameter van 1900 kilometer en bevindt zich in de quadrangles Fortuna Tessera (V-2) en Meskhent Tessera (V-3).